# Bellevigne-en-Layon
Bellevigne-en-Layon is een gemeente in het Franse departement Maine-et-Loire in de regio Pays de la Loire. De gemeente maakt deel uit van het arrondissement Angers. Bellevigne-en-Layon telde op 1 januari 2022 5.874 inwoners.

## Geschiedenis
De commune nouvelle is op 1 januari 2016 ontstaan door de fusie van de gemeenten Champ-sur-Layon, Faveraye-Mâchelles, Faye-d'Anjou, Rablay-sur-Layon en Thouarcé. Deze laatste plaats werd de hoofdplaats van de gemeente.

## Geografie
De oppervlakte van Bellevigne-en-Layon bedroeg op 1 januari 2022 94,37 vierkante kilometer; de bevolkingsdichtheid was toen 62,2 inwoners per km².

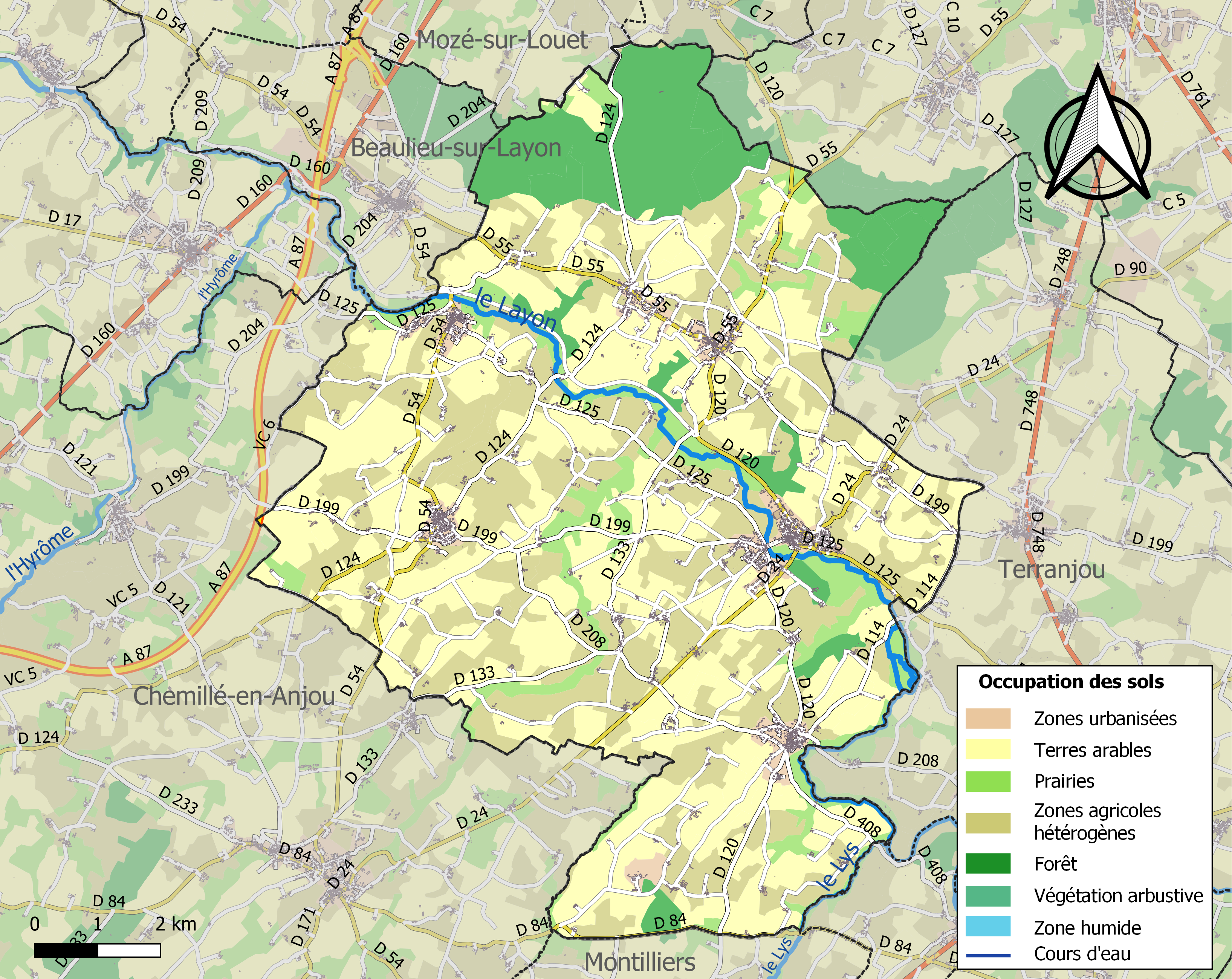
Kaart van de gemeente met de belangrijkste infrastructuur, bodemgebruik en omliggende gemeenten